# Nikolaï Piskounov

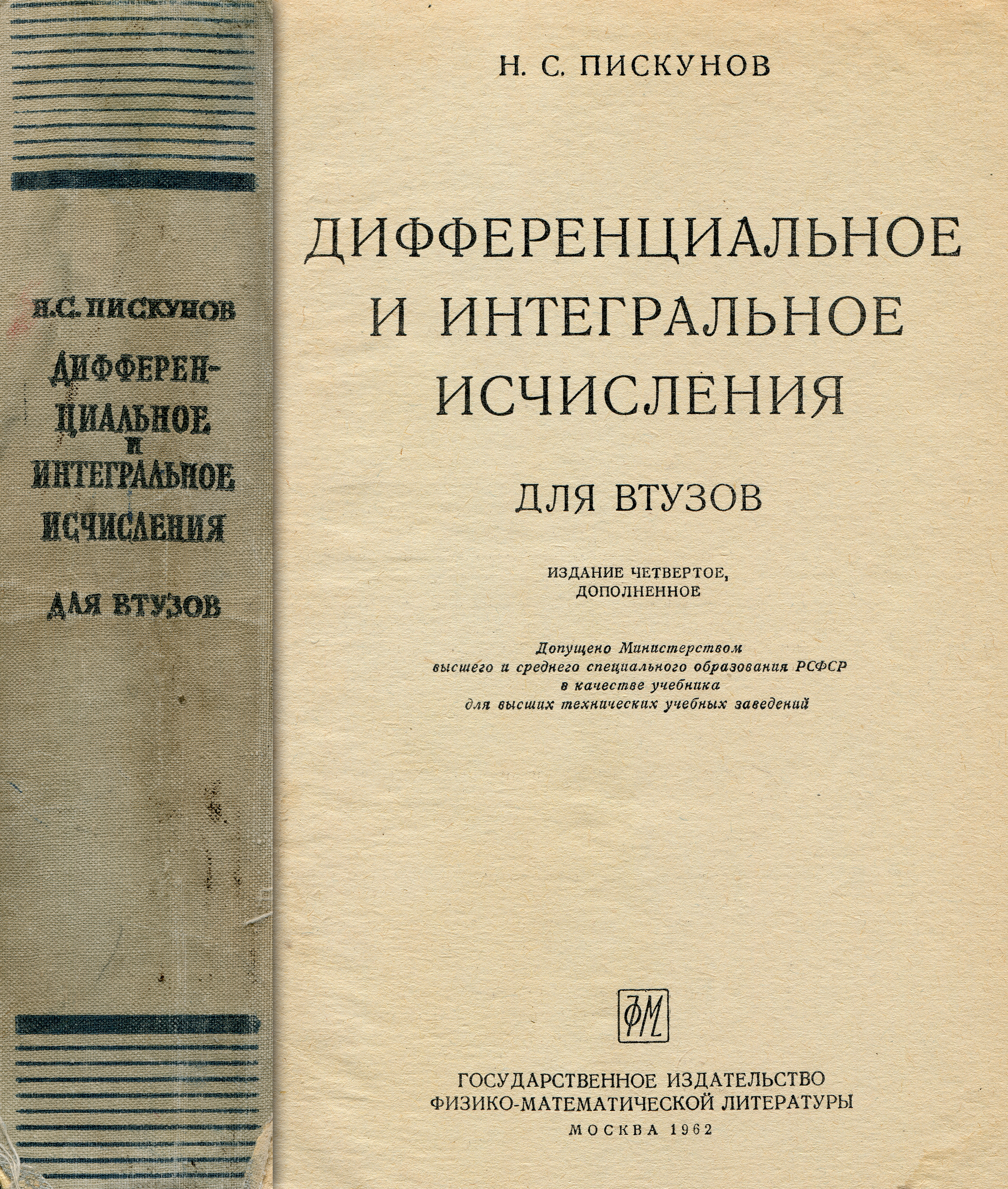
Calcul différentiel et intégrale.

Nikolaï Semionovitch Piskounov (né en 1908, mort en 1977) est un mathématicien soviétique célèbre pour un cours de base sur le calcul différentiel et intégral visant surtout la formation mathématique d'étudiants en génie.
Il grandit dans le village de Froltsovo. Il est diplômé de Iaroslav en 1929 et obtient son doctorat en physique et mathématiques en 1939. Il devient alors professeur de sciences. Après 1941, il travaille à l'Académie des sciences d'URSS. Il y poursuit des travaux sur la théorie de la différence des lignes de produits dérivés et la modélisation hydromécanique. En 1965, il est nommé scientifique de la RSFSR. Il est connu à l'extérieur de l'URSS grâce à son livre Calcul différentiel et intégral aux éditions Mir/De Moscou en français et par l'équation KPP écrite conjointement avec Andreï Kolmogorov et Ivan Petrovski.